# Otočec

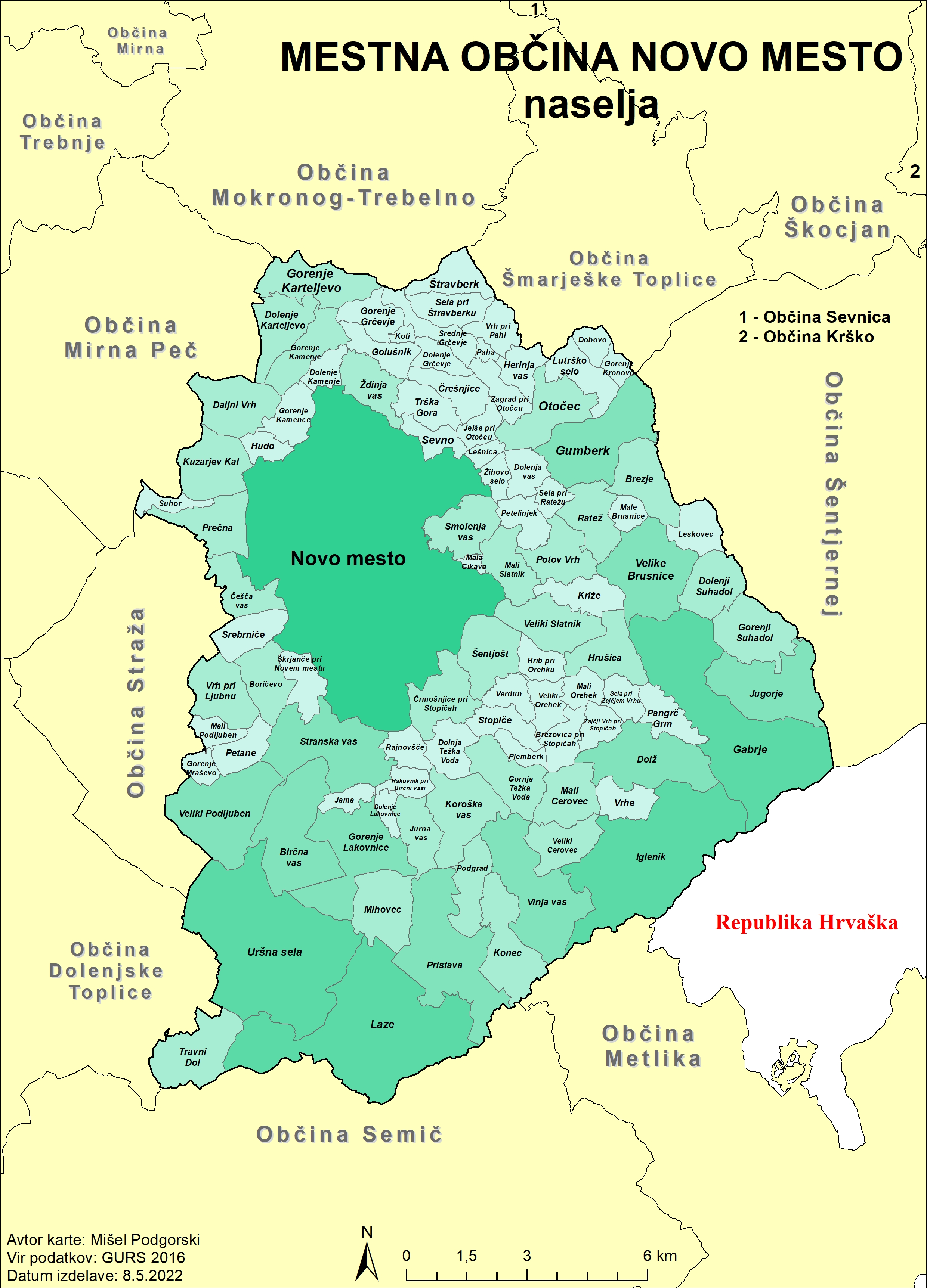
Ortschaften der Stadtgemeinde Novo mesto

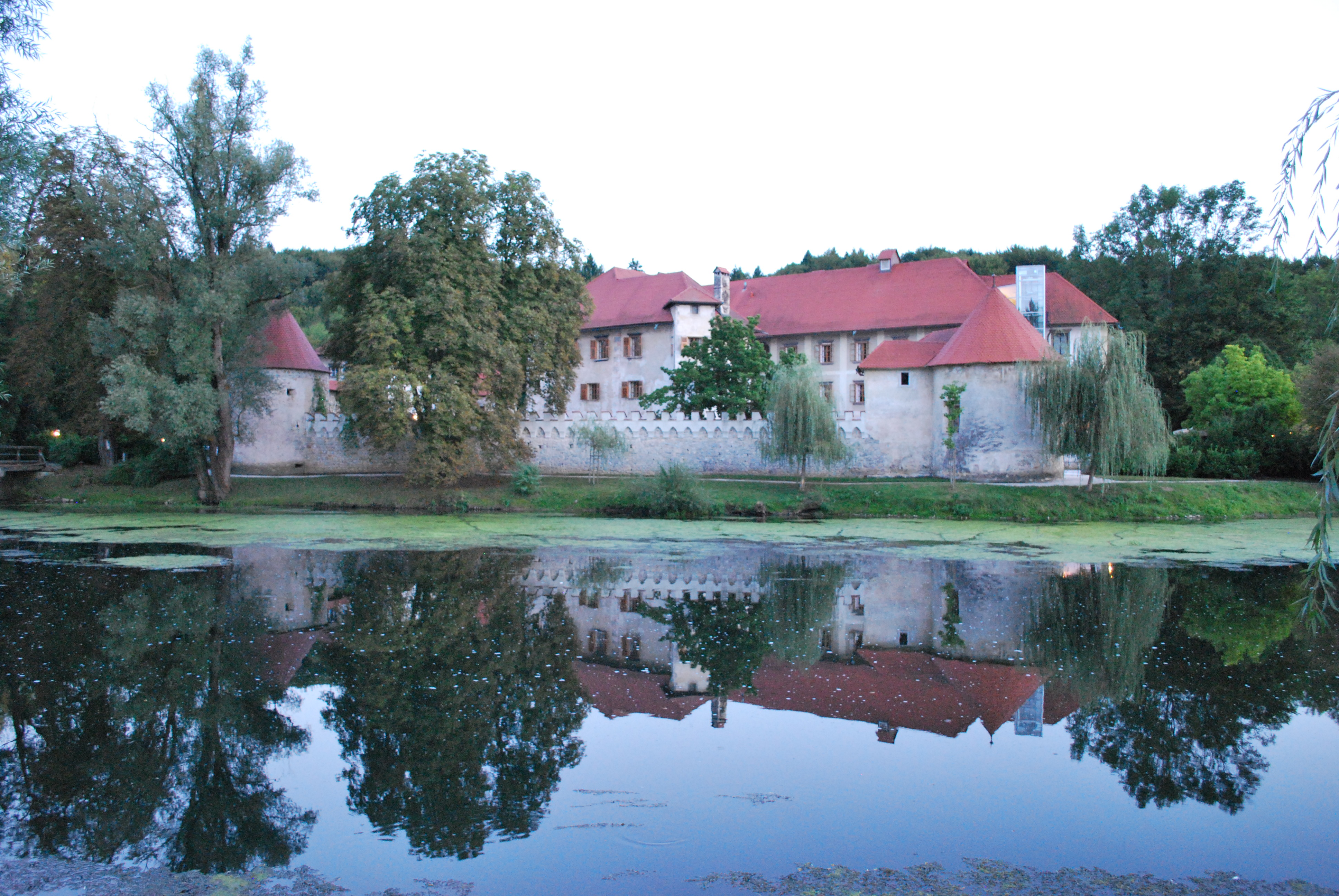
Wasserburg Otočec

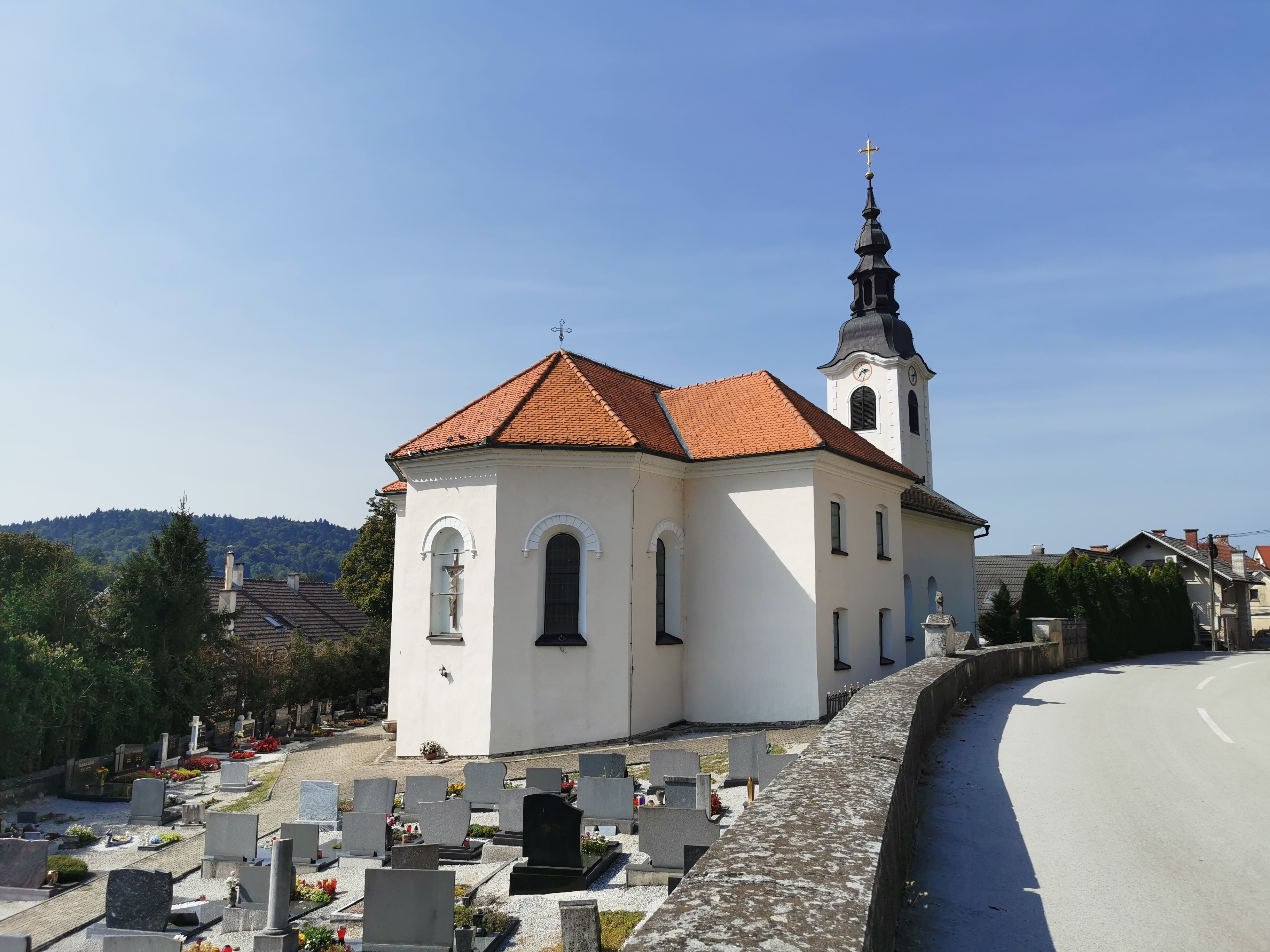
St. Peter

Otočec (deutsch: St. Peter) ist der Name einer Ortschaft und der gleichnamigen Ortsgemeinschaft (Krajevna skupnost) in der slowenischen Stadtgemeinde Novo mesto im Südosten des Landes.

## Ortsgemeinschaft
Zur Ortsgemeinschaft gehören die Siedlungen Črešnjice, Dobovo, Dolenja vas, Dolenje Grčevje, Golušnik, Gorenje Grčevje, Gorenje Kronovo, Herinja vas, Jelše pri Otočcu, Koti, Lešnica, Lutrško selo, Otočec, Paha, Sela pri Štravberku, Sevno, Srednje Grčevje, Štravberk, Trška Gora, Vrh pri Pahi, Zagrad pri Otočcu, Ždinja vas und Žihovo selo.

## Geschichte
Der Ort war im 14. Jahrhundert unter der Bezeichnung St. Peter (auch Sankt Peter bei der Gurk) bekannt. Im Jahr 1952 wurde der slowenische Name Šent Peter (wörtlich: Sankt Peter) geändert in Otočec (wörtlich: kleine Insel). Die Namensänderung erfolgte auf Grundlage eines Gesetzes über Siedlungsnamen und Bezeichnungen von Plätzen, Straßen und Gebäuden von 1948 als Teil der Bemühungen der damaligen Regierung, religiöse Elemente aus Ortsnamen zu entfernen.

## Lage und Sehenswürdigkeiten
Otočec liegt am Fluss Krka nordöstlich der Stadt Novo mesto in unmittelbarer Nähe der Avtocesta A2. 
Der Ort ist bekannt für die einzige Wasserburg Sloweniens, die Burg Wördl (Grad Otočec)